# Provincia di Sassari
La provincia di Sassari (prubìntzia di Sassari in sassarese; provìntzia de Tàtari in sardo; pruvincia di Sassari in castellanese; pruìncia di Sassari in gallurese; província de Sàsser in catalano) è stata una provincia italiana della Sardegna di 473 629 abitanti nell'anno 2022. In ottemperanza alla Legge Regionale n. 7 del 2021, il 1° aprile 2025 è stata soppressa e sostituita dalla città metropolitana di Sassari e dalla provincia della Gallura Nord-Est Sardegna.
La provincia di Sassari venne istituita nel 1859, due anni prima dell'Unità d'Italia, con un territorio che fino al 1927 comprendeva l'intero Capo di sopra dell'isola. Dal 1878 aveva sede nell'omonimo Palazzo della Provincia a Sassari.
Affacciata a nord e a ovest sul mar di Sardegna al Golfo dell'Asinara e il Mar Tirreno a est, confinava a sud con le province di Oristano e di Nuoro.

## Società

### Evoluzione demografica

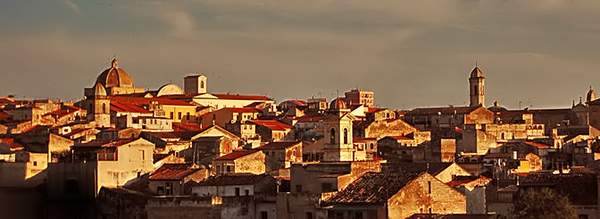
Vista della città di Sassari

La provincia conta 92 comuni e 474 564 abitanti (al 30.11.2021) distribuiti su una superficie estesa per 7692 km². Da tali dati emerge che la densità abitativa, inferiore alla media isolana, è pari a 62 ab./km². La provincia presenta una densità abitativa assai ineguale: il comune meno densamente popolato è Semestene con un valore di appena 3,61 abitanti per km quadrato, mentre Sassari ha un indicatore di 223 (Porto Torres 203 e Alghero 188).
I principali indicatori demografici presentano questi dati:
- Tasso di natalità: 8,2 (per 1 000 abitanti - 2007) [3]
- Tasso di mortalità: 8,9 (per 1 000 abitanti - 2007) [3]
- Tasso di nuzialità: 4,2 (per 1 000 abitanti - 2007) [3]
- Saldo migratorio interno: 0,0 (per 1 000 abitanti - 2007) [4]
- Saldo migratorio con l'estero: 2,1 (per 1 000 abitanti - 2007) [4]
- Saldo migratorio per altro motivo: 1,7 (per 1 000 abitanti - 2007) [4]

Presentando quindi come bilancio globale:
- Crescita naturale: -0,7 (per 1 000 abitanti - 2007) [5]
- Saldo migratorio totale: 3,9 (per 1 000 abitanti - 2007) [5]
- Crescita totale: 3,2 (per 1 000 abitanti - 2007) [5]

### Qualità della vita
| Anno | Qualità della vita (IlSole24ORE) | Qualità della vita (Italia Oggi) | Ecosistema urbano (Legambiente) |
| ---- | -------------------------------- | -------------------------------- | ------------------------------- |
| 1995 | --                               | --                               | 36º                             |
| 1996 | --                               | --                               | 83º (- 47)                      |
| 1997 | --                               | --                               | 80º (+ 3)                       |
| 1998 | --                               | --                               | 90º (- 10)                      |
| 1999 | 50º                              | --                               | 65º (+25)                       |
| 2000 | 77º (-27)                        | 70°                              | 99º (-34)                       |
| 2001 | --                               | 60º (+10)                        | 88º (+11)                       |
| 2002 | 91º                              | 79º (-19)                        | 81º (+7)                        |
| 2003 | 71º (+20)                        | 81º (-2)                         | 75º (+6)                        |
| 2004 | 63º (+8)                         | 72º (+9)                         | 93º (-18)                       |
| 2005 | 75º (-12)                        | 84º (-12)                        | 90º (+3)                        |
| 2006 | 73º (+2)                         | 92º (-8)                         | 90º                             |
| 2007 | 60º (+13)                        | 67º (+25)                        | 72º (+18)                       |
| 2008 | 70º (-10)                        | 71º (-3)                         | 65º (+7)                        |
| 2009 | 79º (-9)                         | 94º (-23)                        | 49º (+16)                       |
| 2010 | 41º (+38)                        | 94º                              | 67º (-18)                       |
| 2011 | 61º (-20)                        | 77º (+17)                        | 25º (tra le città medie)        |
| 2012 | 70º (- 9)                        | 71º (+6)                         | 22º (tra le città medie, +3)    |
| 2013 | 58º (+12)                        | 84º (-13)                        | 17º (tra le città medie, +5)    |
| 2014 | 44º (+14)                        | 99º (-15)                        | 25º                             |
| 2015 | 67º (-23)                        | 87º (+12)                        | 34º (-9)                        |
| 2016 | 63º (+4)                         | 96º (-9)                         | 31º (+3)                        |

## Storia
Nel territorio della provincia, dalla Regione Sardegna venne prevista l'istituzione di un'area metropolitana di Sassari con la legge regionale 2 agosto 1996, rinviata dal governo il 6 settembre dello stesso anno. La legge venne impugnata per ragioni d'illegittimità sull'autonomia nell'ordinamento degli enti locali, perché in contrasto con la legge istitutiva nazionale, la 142/1990, che prevedeva l'istituzione della sola area metropolitana di Cagliari. Dopo lo stralcio per evitare il mutuo rallentamento con il processo di creazione delle nuove province vennero formulate nuove proposte di legge nell'intento di estendere all'area metropolitana di Sassari la disciplina prevista per l'area metropolitana di Cagliari si procede all'eliminazione del riferimento all'istituzione di una area metropolitana, onde evitare la riproposizione del rilievo governativo, proponendo l'attribuzione sostanziale delle speciali forme di autonomia politica ed organizzativa alla Provincia di Sassari.
In seguito alla legge regionale n. 9 del 2001 e successive integrazioni, era stata effettuata una nuova ripartizione del territorio della Regione Autonoma della Sardegna, che aveva portato il numero delle province da quattro a otto. Le modifiche avevano assunto piena operatività a partire dal maggio 2005, quando si svolsero le elezioni per rinnovare tutti i consigli provinciali.
La provincia di Sassari aveva subito le seguenti modifiche:
- aveva perso 24 comuni, che erano passati alla nuova provincia di Olbia-Tempio: Aggius, Aglientu, Alà dei Sardi, Arzachena, Badesi, Berchidda, Bortigiadas, Buddusò, Calangianus, Golfo Aranci, La Maddalena, Loiri Porto San Paolo, Luogosanto, Luras, Monti, Olbia, Oschiri, Padru, Palau, Sant'Antonio di Gallura, Santa Teresa Gallura, Telti, Tempio Pausania, Trinità d'Agultu e Vignola.
- aveva perso, complessivamente, una popolazione di 131 000 abitanti e una superficie di 3242 km².

In seguito ai referendum del 2012 e al progetto di abolizione o riforma delle province in Sardegna, approvato dal Consiglio regionale il 24 maggio 2012, secondo gli intendimenti della Regione la Provincia di Sassari doveva dar vita a un nuovo ente amministrativo o essere abolita il 1º marzo 2013, scadenza poi prorogata al 1º luglio 2013. In tale data tuttavia la provincia non era stata commissariata come capitato a 5 delle 8 province sarde, e proseguiva così la sua regolare attività istituzionale.
Nel corso degli anni sono stati sviluppati vari protocolli d'intesa e pianificazione, come il Piano strategico intercomunale comprendente il capoluogo della provincia e altri sei comuni. L'istituzione di un'area metropolitana nella provincia, attualmente di valore principalmente accademico, amministrativo e statistico, viene periodicamente riproposta in occasione delle riforme degli enti territoriali locali.
Successivamente, nel 2016, a seguito della legge di riforma delle province sarde (legge regionale 2/2016) alla provincia di Sassari venivano riassegnati i territori dell'ex provincia di Olbia-Tempio (inclusi i comuni di San Teodoro e Budoni, che provenivano dalla provincia di Nuoro), che ne costituiscono oggi la Zona Omogenea di Olbia Tempio, che sono una sede distaccata della sede centrale di Sassari nella zona est del territorio provinciale (Gallura). L'estensione territoriale e giurisdizionale della provincia di Sassari oltre a tornare alla stessa dimensione antecedente al maggio 2005, risulta accresciuta dei territori dei comuni di San Teodoro e Budoni, ridiventando così la più grande provincia d'Italia per estensione. La successiva legge regionale 7/2021 ripristinava però in buona parte la situazione antecedente al 2016, prevedendo una volta attuata la riforma il nuovo distacco della Gallura e dei territori attigui (confluiti nella provincia della Gallura Nord-Est Sardegna) affiancato dall'istituzione della Città metropolitana di Sassari, destinata a ereditare il territorio residuo della provincia sassarese.

### Simboli
Lo stemma della provincia di Sassari era stato concesso con regio decreto del 24 marzo 1938.
Lo stemma, in uso sin dal XIX secolo, era comune sia alla provincia che al capoluogo. Nel 1936 la città di Sassari cambiò gli smalti che aveva in origine — di rosso alla croce d'argento (Savoia) e d'oro alla torre di rosso (Giudicato di Torres) — differenziandosi dalla provincia.
Dal 1933 al 1943 era ornato dal capo del Littorio.

## Geografia fisica

### Territorio
Il territorio della provincia di Sassari è il più esteso della Sardegna e dell'Italia intera.
È delimitato a nord dal golfo dell'Asinara, a est dal mar Tirreno, a sud dalle provincie di Nuoro e Oristano e a ovest dal mar di Sardegna.

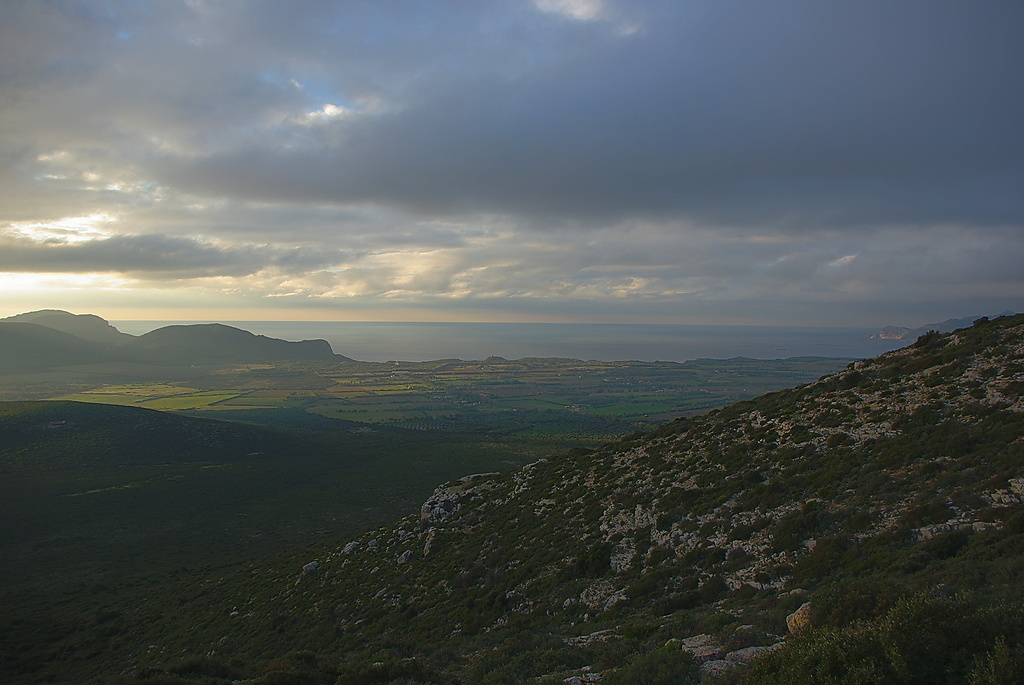
Nurra

Nella provincia è presente l'unico lago naturale della Sardegna, il lago di Baratz ed uno dei laghi artificiali più grandi, il lago Coghinas, che faceva da confine con la ex provincia di Olbia-Tempio. Nel territorio è presente una delle più vaste pianure sarde, la Nurra. Nella provincia ci sono alcune delle più famose località turistiche sarde:
Castelsardo, Porto Torres, Alghero e la Riviera del Corallo, Stintino, Porto Cervo, Porto Rotondo, La Maddalena e il suo arcipelago, Palau e Santa Teresa di Gallura. Le si distinguono in rocciose e in sabbiose, senza dubbio alcune delle spiagge più lunghe sono quelle del golfo dell'Asinara, come la spiaggia di Platamona che si unisce con quella della Marina di Sorso. Verso Stintino invece si distende la spiaggia di Fiumesanto che si unisce a quella di Ezzi e infine a quella delle saline, formando tutte insieme una spiaggia lunga diversi chilometri.
A Porto Torres esistono delle spiagge alquanto belle come la più conosciuta spiaggia di Balai. A Stintino la spiaggia della Pelosa e altre verso il cosiddetto mare di fuori. Ad Alghero il Lido, la pineta di Maria Pia, la più famosa spiaggia delle Bombarde, e la pineta Mugoni. E a Castelsardo nella frazione di Lu Bagnu una lunghissima spiaggia. Fanno parte del territorio provinciale l'isola dell'Asinara, il lago Cuga, il lago Bidighinzu e il versante occidentale del lago Coghinas.
Nella parte più interna della provincia, invece, spicca per importanza il territorio del Logudoro, caratterizzato da un paesaggio collinare e montuoso, che vede nella città di Ozieri il proprio centro più importante per storia e cultura, e che vanta la presenza del terzo centro sardo più alto sul livello del mare: Pattada.

## Collegamenti
I collegamenti con il continente sono diversi, portuali e aerei.

### Portuali

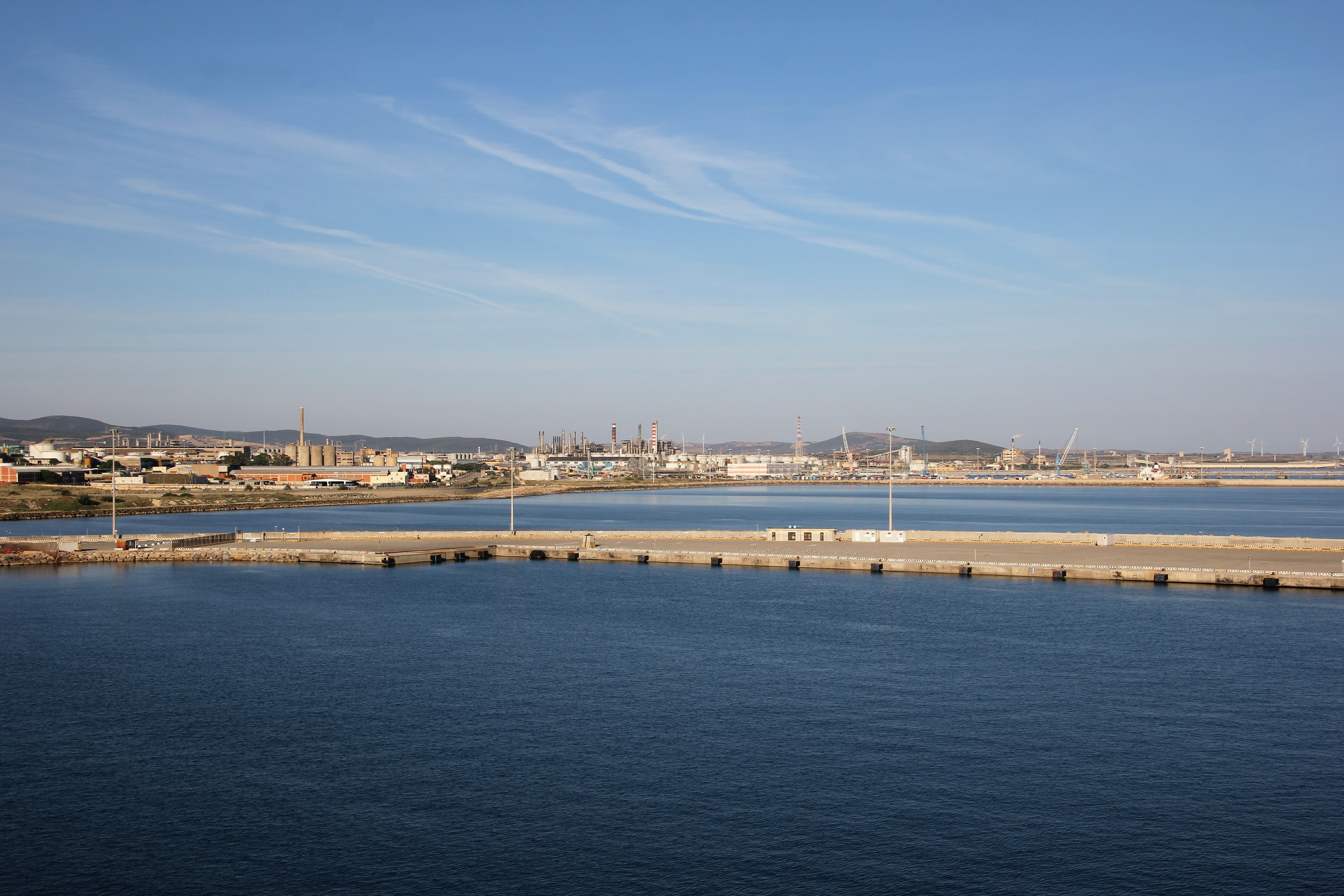
Il porto industriale

- Dal porto di Porto Torres partono collegamenti marittimi con Civitavecchia (6 h), Savona (9 h), Genova (11 h), Aiaccio (3h 45m) e Propriano (3h 30m), Tolone (8h 45m) e Marsiglia (17 h) Barcellona (10 h) C. Lo scalo marittimo di Porto Torres rappresenta una delle porte principali dei flussi turistici e merceologici. Gli ultimi dati, relativi al 2007, indicano un incremento dei passeggeri in arrivo ed in partenza rispetto al 2004 (rispettivamente +2,7% e +4,3%) e conseguentemente delle autovetture imbarcate. Da registrare che già il 2004 era risultato in aumento rispetto al 2003. Aumentano anche i numeri delle navi passeggeri (+7,6% in arrivo e +7,8% in partenza) al pari delle altre navi, tra cui quelle mercantili (+6,7% in arrivo ed in partenza) nonostante si registri una crescita delle merci trasportate in arrivo. Da segnalare infine che la quantità degli idrocarburi imbarcati a Porto Torres fa segnare una flessione pari 4% in più rispetto al 2004 mentre sono risultate in aumento le quantità in partenza. Da marzo 2009 sono partite nuove tratte internazionali verso la Spagna.

I restanti porti dell'area, di diversa e minore importanza sono localizzati ad Alghero, Stintino e Castelsardo, ma si tratta di scali prettamente legati al turismo da diporto.
- Il porto di Golfo Aranci è uno dei più trafficati scali marittimi dell'isola; grazie alla particolare esposizione geografica (è il più vicino alla penisola) vi attraccano le navi della Sardinia Ferries per i collegamenti con Livorno (tramite viaggio diretto, senza scalo) e con Savona, Tolone e Nizza facendo scalo in Corsica (corse effettuate nell'estate 2017), dall'estate 2017 è inoltre presente, sempre con la stessa compagnia, un collegamento diretto anche con Piombino. È inoltre presente una, vecchia e ormai in disuso, invasatura attrezzata per l'attracco dei traghetti ferroviari di RFI e lo scarico/carico di rotabili.

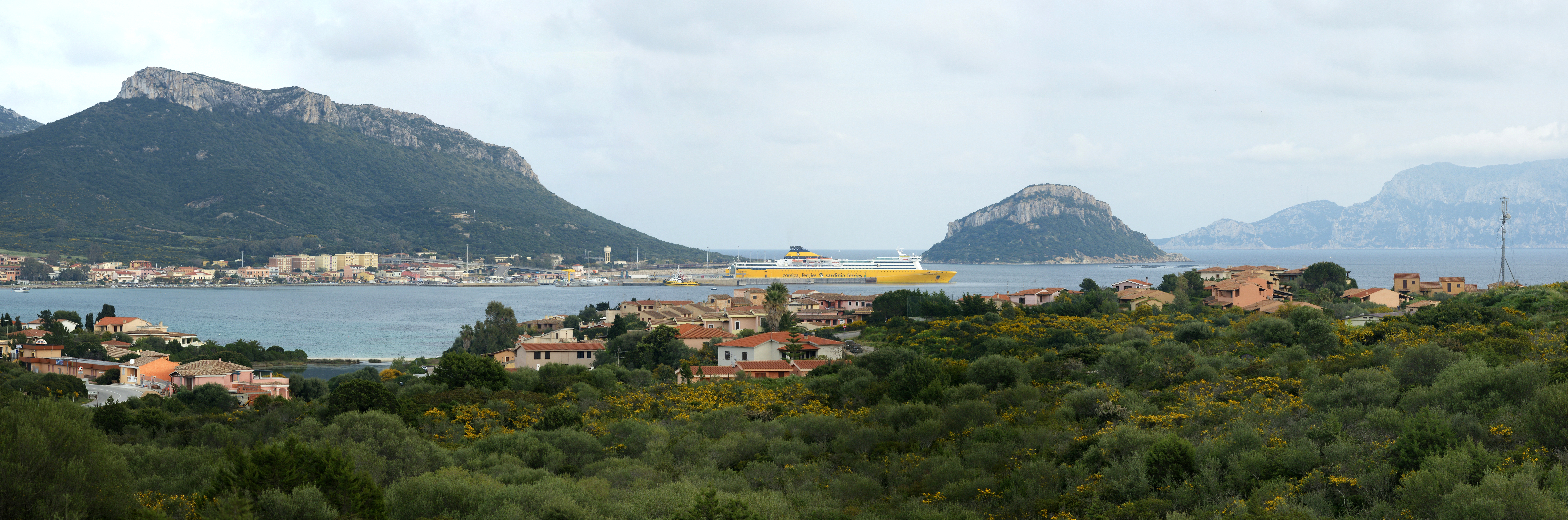
Traghetto della Sardinia Ferries ormeggiato nel porto

- Il porto di Olbia, famoso nel mondo per essere diventato la principale porta della Costa Smeralda, oltre a rappresentare uno dei più importanti scali passeggeri del Mediterraneo, con 4 milioni di presenze ogni anno, è anche un importante scalo commerciale con 6 milioni di tonnellate di merci.

### Aerei
- Ad Alghero il locale aeroporto di Fertilia ha avuto nel corso del 2016 movimenti per 1.346.403 passeggeri (Assaeroporti).
- Ad Olbia l'aeroporto Costa Smeralda ha nel corso del 2016 movimenti per 2.546.073 passeggeri (Assaeroporti).

### Stradali
Le strade principali sono la strada statale 131 Carlo Felice che, passando per Sassari e Oristano, collega Porto Torres e Cagliari (è stata conclusa la tratta Sassari – Porto Torres cosiddetta “camionale” che termina nell'area industriale turritana e presenta dei nuovi raccordi con Alghero e Stintino); la Sassari-Olbia (SS199) e la Sassari-Alghero (SS291). Il collegamento del capoluogo con Olbia è ancora in fase di completamento, la fine dei lavori della nuova strada statale 729, a quattro corsie, è prevista per il 2019, benché nel corso del 2016 siano stati inaugurati diversi lotti della nuova statale. 
Le altre strade sono la Sassari-Castelsardo (SS200) dell'Anglona, la SS131 bis che collega Ittiri e Thiesi alla 131 partendo dalla cantoniera di scala cavalli, la 127bis) settentrionale Sarda "vecchia Sassari-Alghero" attraverso Uri.
Infine sono da citare la SP15m la Ittiri-Sassari, una delle provinciali più importanti, e la SP81 ovvero la litoranea di Platamona.

### Ferroviari

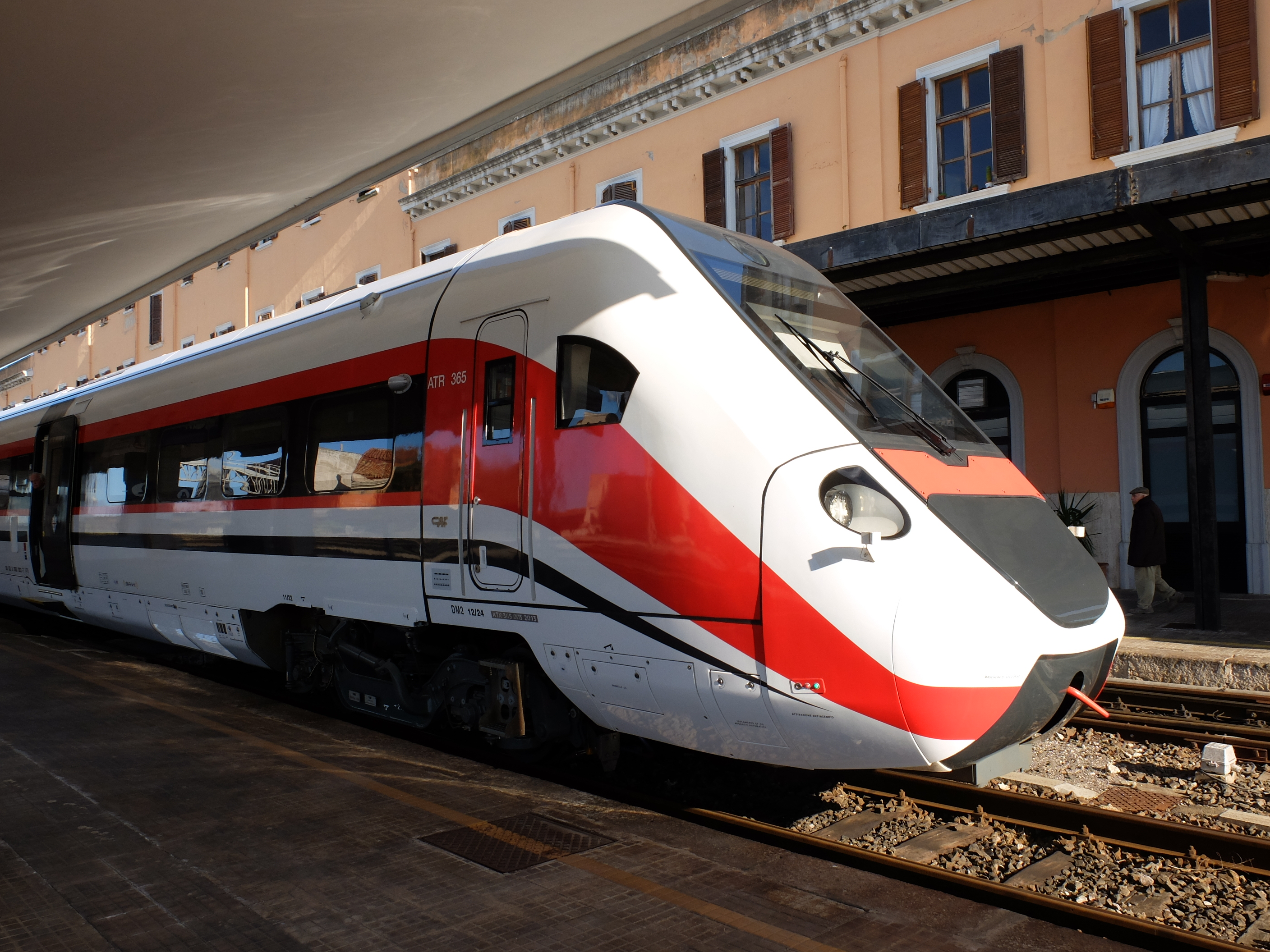
ATR 365 all'interno della stazione di Sassari

La strada ferrata principale della provincia è la Dorsale Sarda, che collega Cagliari con la Gallura (ed in particolare Olbia) terminando nel porto di Golfo Aranci. Da essa ha origine a Chilivani (Ozieri) un'ulteriore ferrovia per Porto Torres, che raggiunge Sassari e permette il collegamento tra le due maggiori città sarde. Entrambe le linee sono gestite da Rete Ferroviaria Italiana; a Sassari fanno inoltre capo due ferrovie a scartamento ridotto colleganti il capoluogo provinciale con Alghero e con Sorso, oltre ad una terza linea terminante a Palau ma aperta al solo traffico turistico del Trenino Verde. La gestione di queste ferrovie è in capo alla società di trasporto pubblico della Regione Autonoma della Sardegna, l'ARST.
Dal 2006, infine, il capoluogo è servito nell'area urbana da una tranvia, avente la particolarità di essere il primo sistema di tram-treno attivo in Italia.

## Comuni
Appartengono alla provincia di Sassari i seguenti 92 comuni:
- Aggius
- Aglientu
- Alà dei Sardi
- Alghero
- Anela
- Ardara
- Arzachena
- Badesi
- Banari
- Benetutti
- Berchidda
- Bessude
- Bonnanaro
- Bono
- Bonorva
- Bortigiadas
- Borutta
- Bottidda
- Buddusò
- Budoni
- Bultei
- Bulzi
- Burgos
- Calangianus
- Cargeghe
- Castelsardo
- Cheremule
- Chiaramonti
- Codrongianos
- Cossoine
- Erula
- Esporlatu
- Florinas
- Giave
- Golfo Aranci
- Illorai
- Ittireddu
- Ittiri
- La Maddalena
- Laerru
- Loiri Porto San Paolo
- Luogosanto
- Luras
- Mara
- Martis
- Monteleone Rocca Doria
- Monti
- Mores
- Muros
- Nughedu San Nicolò
- Nule
- Nulvi
- Olbia
- Olmedo
- Oschiri
- Osilo
- Ossi
- Ozieri
- Padria
- Padru
- Palau
- Pattada
- Perfugas
- Ploaghe
- Porto Torres
- Pozzomaggiore
- Putifigari
- Romana
- San Teodoro
- Sant'Antonio di Gallura
- Santa Maria Coghinas
- Santa Teresa Gallura
- Sassari
- Sedini
- Semestene
- Sennori
- Siligo
- Sorso
- Stintino
- Telti
- Tempio Pausania
- Tergu
- Thiesi
- Tissi
- Torralba
- Trinità d'Agultu e Vignola
- Tula
- Uri
- Usini
- Valledoria
- Viddalba
- Villanova Monteleone

### Comuni più popolosi
Al 30 settembre 2021 questi erano i centri più popolosi della provincia:

Gonfalone provinciale

| Pos. | Stemma | Città                | Popolazione (ab.) | Superficie (km²) | Altitudine (m s.l.m.) |
| ---- | ------ | -------------------- | ----------------- | ---------------- | --------------------- |
| 1    |        | Sassari              | 121 753           | 547,04           | 225                   |
| 2    |        | Olbia                | 60 365            | 383,64           | 10                    |
| 3    |        | Alghero              | 42 360            | 225,40           | 7                     |
| 4    |        | Porto Torres         | 21 217            | 104,41           | 17                    |
| 5    |        | Sorso                | 14 391            | 67,01            | 136                   |
| 6    |        | Arzachena            | 13 338            | 230,85           | 83                    |
| 7    |        | Tempio Pausania      | 13 293            | 210,82           | 566                   |
| 8    |        | La Maddalena         | 10 629            | 52,01            | 27                    |
| 9    |        | Ozieri               | 9 878             | 252,13           | 390                   |
| 10   |        | Ittiri               | 8 071             | 111,46           | 400                   |
| 11   |        | Sennori              | 6 932             | 31,34            | 277                   |
| 12   |        | Castelsardo          | 5 650             | 43,34            | 114                   |
| 13   |        | Ossi                 | 5 470             | 30,09            | 335                   |
| 14   |        | Budoni               | 5 304             | 54,28            | 16                    |
| 15   |        | Santa Teresa Gallura | 4 992             | 102,29           | 44                    |